# اتحاد يوغوسلافيا لكرة القدم
اتحاد يوغوسلافيا لكرة القدم (بالإنجليزية: Football Association of Yugoslavia)‏ هي الهيئة المسؤولة عن منافسات كرة القدم في يوغوسلافيا سابقاً ومقرها في مدينة بلغراد، و هي الهيئة مسؤولة عن منتخب يوغوسلافيا لكرة القدم، حيث تأسس الاتحاد في سنة 1919، و انضم إلى الاتحاد الأوروبي لكرة القدم في 1954، وإلى الاتحاد الدولي لكرة القدم في 1923.
يذكر أن اتحاد صربيا لكرة القدم ورث مقعد اتحاد صربيا والجبل الأسود لكرة القدم، و التي هي بدورها قد ورثت امقعد اتحاد يوغوسلافيا لكرة القدم في عضوية الاتحاد الأوروبي لكرة القدم والاتحاد الدولي لكرة القدم،  في حين انضم اتحاد الجبل الأسود لكرة القدم للمنظمتين عضو جديد.
تفكك الاتحاد مع تفكك يوغوسلافيا إلى عدة اتحادات إخرى:
- اتحاد كرواتيا لكرة القدم في عام 1912
- اتحاد سلوفينيا لكرة القدم في عام 1920
- اتحاد مقدونيا لكرة القدم في عام 1927
- اتحاد صربيا والجبل الأسود لكرة القدم في عام 1919
- اتحاد الجبل الأسود لكرة القدم في عام 2003.
- اتحاد صربيا لكرة القدم في عام 2006.
- اتحاد البوسنة والهرسك لكرة القدم في عام 1992